# Memecylaceae
Memecylaceae é uma família de plantas angiospérmicas (plantas com flor - divisão Magnoliophyta), pertencente à ordem Myrtales.
A ordem à qual pertence esta família está por sua vez incluida na classe Magnoliopsida (Dicotiledóneas): desenvolvem portanto embriões com dois ou mais cotilédones.

## Gêneros
Lijndenia

Memecylon

Mouriri

Pternandra

Spathandra

Votomita

Warneckea